# Хертле, Ханс-Германн
Ханс-Германн Хертле (родился 29 июня 1955 года в Айзерне) — немецкий историк, политолог и публицист. В центре его исследований находится новейшая история Федеративной Республики и ГДР, в частности история разделения Германии и падения Берлинской стены.
Его работа 1996 года Der Fall der Mauer. Непреднамеренный самороспуск государства СЕПГ , на котором основана его диссертация, считается стандартным трудом об обстоятельствах открытия границы и с тех пор появился более чем в десяти изданиях под названием «Хроника падения стены». С 1999 по 2019 год Хертле был научным сотрудником Центра современной истории (ZZF) в Потсдаме, а с сентября 2019 года — старшим научным сотрудником института.

## Жизнь
Ханс-Германн Хертле родился в Айзерне, Вестфалия (сегодня это район Зигена). Изучал историю и политологию в Марбургском университете и в Свободном университете Берлина. В 1983 году он закончил учёбу с дипломом по политическим наукам в Свободном университете Берлина. В своей дипломной работе он затронул вопрос из истории профсоюзов в Федеративной Республике. В 1983/84 году работал над проектом под руководством Тео Пиркера по истории рабочего движения в оккупационной зоне США, после чего до 1990 года был научным сотрудником Центрального института социальных исследований при Свободном университете Берлина.
С мирной революцией в ГДР в 1989 году Хертле сместил фокус своего исследования: сначала на восточногерманский профсоюз FDGB, а в своей диссертации — на историю и точные обстоятельства падения стены. С 1990 по 1995 год он участвовал в различных исследовательских проектах DFG в Свободном университете Берлина. В дополнение к изучению источников Хертле провел обширные интервью для своей диссертации с теми, кто был причастен к событиям 9 ноября 1989 года, в том числе с вице-президентом полковником Герхардом Лаутером, который работал над составлением инструкций по поездке, подполковником PKE Харальдом Ягером из GÜSt Bornholmer Straße и начальник пограничных войск Клаус-Дитер Баумгартен, начальник штаба Северного Вьетнама Фриц Стрелец и член Политбюро Вольфганг Хергер. Хертле является научным сотрудником Центра современной истории (ZZF) в Потсдаме с 1999 года, где он отвечает как за свою научную работу, так и за работу ZZF по связям с общественностью.
В дополнение к многочисленным книгам и исследовательским статьям, которые он опубликовал сам, Хертл издает серию томов с результатами конференций от имени ZZF. Он также участвует в качестве автора и научного консультанта в теле- и радиопостановках по современной истории. Для документального фильма SFB «Когда пала стена». В 2000 году он получил Баварскую телевизионную премию вместе с режиссёром Гюнтером Шольцем за 50 часов, изменивших мир. В 2003/2004 году вместе со Штефаном Волле Хертле был научным консультантом четырёхсерийного телевизионного документального фильма MDR, находившегося в ГДР, который был удостоен премии Гримме в 2005 году. Хертл и Волле также вместе написали книгу-компаньон к сериалу.

## Труды

### Писатель
- Записка Шабовски — Или падение Берлинской стены. Глава Links Verlag, Берлин, 2009 г., ISBN 978-3-86153-511-9.
- Записка Шабовски — Или падение Берлинской стены. Радиоролик (совместное производство WDR/MDR, 55 мин, 1997 г.).
- Берлинская стена — памятник холодной войны. Ch. Links Verlag, Берлин, 2007 г., ISBN 3-86153-463-0 (двуязычный, немецкий/английский).
- Со Стефаном Волле: Тогда в ГДР: повседневная жизнь в рабочем и фермерском государстве. Бертельсманн, Мюнхен, 2004 г., ISBN 3-442-15383-2. (Сопроводительная книга к четырёхсерийному телевизионному документальному фильму MDR, 2-е издание, 2006 г.).
- С Кэтрин Эльснер: Мое 9 ноября. День, когда пала стена. Николай Верлаг, Берлин, 1999 г., ISBN 3-87584-774-1.
- С Юргеном Кедтлером: Социальное партнерство и промышленная политика. Структурные изменения в организационной сфере химического, бумажного и керамического промышленного объединения. Западногерманское издательство, Opladen 1997, ISBN 3-531-12654-7 (труды Центрального института социальных исследований Свободного университета Берлина, том 78).
- Хроника падения Стены. Драматические события вокруг 9 ноября 1989 г. Ч. Линкс, Берлин, 1996 г., ISBN 978-3-86153-541-6 (11-е издание, 2009 г.).
- Падение Стены. Непреднамеренный самороспуск государства СЕПГ. Западногерманское издательство, Opladen 1996, ISBN 3-531-32927-8 (также диссертация, 2-е издание, 1999 г.).
- С Марией Нооке: Смерти у Берлинской стены 1961—1989. Биографический справочник. Издается Центром современной истории Потсдама и Фондом Берлинской стены. Ссылки, Берлин, 2009 г., ISBN 978-3-86153-517-1 .

### Редактор
- Ханс-Германн Хертле и Конрад Х. Ярауш (ред.): Трещины в братстве. Переговоры Хонеккер — Брежнев 1974—1982 гг. Глава Links Verlag, Берлин, 2006 г., ISBN 3-86153-419-3.
- Торстен Дидрих и Ханс-Германн Хертле (ред.): Предупреждение «Шершень». Секретный доклад начальника Народной полиции от 17 июня 1953 года. Metropol Verlag, Берлин, 2003 г., ISBN 3-936411-27-1.
- Ханс-Германн Хертле (ред.): Строительство и падение стен. Причины — Курс — Следствия . Ч. Ссылки, Берлин, 2002 г., ISBN 3-86153-264-6.
- Ганс Элерт и Ганс-Германн Хертле (ред.): Тень стены — зацементированная щель. Trafo Verlag, Берлин, 2001 г., ISBN 3-89626-341-2. (Документ современного форума свидетелей 13 августа 1961 г. от имени MGFA и ZZF Potsdam)
- Ханс-Херманн Хертле (ред.): Конец СЕПГ. Последние дни ЦК . Ч. Ссылки, Берлин, 1997 г., ISBN 3-86153-143-7 (4-е издание, 1999 г.).

## Веб-ссылки
- Литература Ганса-Германа Хертле и о нём в каталоге Немецкой национальной библиотеки
- Домашняя страница Ганса-Германа Хертле на сайте Центра современной истории, Потсдам
- Обзоры работ Гертла на perlentube.de
- Хроника стены — веб-сайт Центра исследований современной истории, Федерального агентства гражданского образования и Deutschlandradio, где Хертле является руководителем проекта ZZF.